# مقاومت کششی نهایی
مقاومت کششی نهایی یا مقاومت کششی یا کشش نهایی عبارت است از بیشینهٔ تنشی که یک جسم در هنگام کشیده شدن از طرفین، تا قبل از این که مقطع نمونه، به صورت قابل توجهی باریک شود، می‌تواند تحمل کند. مقاومت کششی، متضاد مقاومت فشاری بوده و مقادیرشان نیز ممکن است کاملاً متفاوت باشد.
مقاومت کششی نهایی با استفاده از نتایج آزمایش کشش و ثبت میزان تنش و کرنش نمونه مورد آزمایش به دست می‌آید. بالاترین نقطهٔ نمودار تنش-کرنش، همان مقاومت کششی است. میزان مقاومت کششی یک نمونه، به اندازهٔ آن بستگی ندارد. اگرچه به عوامل دیگری همچون آمادگی نمونه، سطح نمونه و دمای محیط آزمایش و نمونه ارتباط دارد.
مقاومت کششی در طراحی اعضای شکل‌پذیر کمتر کاربرد دارد؛ اما در اعضای شکننده از اهمیت بالایی برخوردار است. مقاومت‌های کششی مواد و مصالح رایجی همچون آلیاژها، مواد کامپوزیتی، سرامیک و مواد پلاستیکی و چوبی جدول‌بندی شده‌اند.
مقاومت کششی همانند تنش تعریف می‌شود که یکای اندازه‌گیری آن برحسب نیرو بر واحد سطح است. در مورد بعضی از مواد غیرهمگن (و اجزای مونتاژشده) نیز با یکای نیرو یا نیرو در واحد عرض گزارش می‌شود. در سامانه یکاهای SI هم از پاسکال (Pa) که معادل نیوتون بر متر مربع (N/m²) است استفاده می‌کنند. واحد رایج دیگر نیز پوند-نیرو بر اینچ مربع (lbf/in² یا psi) یا کیلوپوند بر اینچ مربع که برابر ۱۰۰۰ psi است، می‌باشد. در هنگام اندازه‌گیری مقاومت کششی، معمولاً برای راحتی از کیلوپوند بر اینچ مربع استفاده می‌گردد.

## مفهوم

### مصالح انعطاف‌پذیر

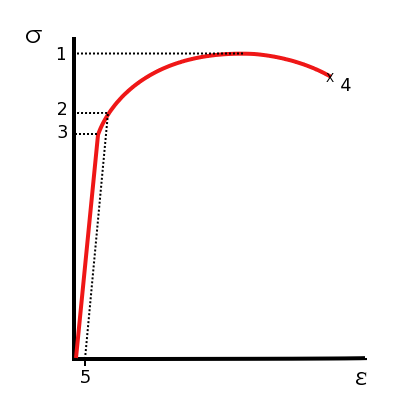
نمودار تنش-کرنش نوعی ار آلومینیوم
1. مقاومت نهایی
2. مقاومت تسلیم
3. تنش حد نسبی
4. شکست
۵. کرنش برآمدگی (معمولا ۰٫۲٪)

نمودار تنش-کرنش نوعی از فولاد ساختمانی
1. مقاومت نهایی
2. مقاومت تسلیم
3. شکست
4. ناحیهٔ کرنش سختی
5. ناحیهٔ باریک‌شدن
A: تنش ظاهری
B: تنش واقعی

بسیاری از مواد و مصالح، دارای رفتار الاستیک خطی هستند، به این معنی که بین تنش و کرنش رابطهٔ خطی وجود دارد. در نمودار نشان داده شده و در نقطه ۲، تغییر شکل حاصل از بارگذاری در نمونه مورد آزمایش، به صورت کامل قابل برگشت است. یعنی، نمونه به‌طور الاستیک و با تنشی بارگذاری شده‌است که موجب افزایش طول آن می‌شود؛ اما با برداشتن بار، نمونه دوباره به شکل و اندازهٔ اولیهٔ خود بازمی‌گردد. پس از این ناحیه، تغییر شکل مواد انعطاف‌پذیری همچون فولاد، به صورت پلاستیک خواهد بود. بدین معنا که پس از حذف بارها، نمونه به حالت و اندازهٔ اولیهٔ خود بازنمی‌گردد؛ اما بخشی از تغییر شکل حاصله به صورت الاستیک به حالت اولیه برمی گردد. برای بسیاری از کاربردها، تغییر شکل پلاستیک قابل قبول نبوده و به عنوان محدودیت طراحی شناخته می‌شود.
پس از نقطه تسلیم، فلزات انعطاف‌پذیر وارد مرحلهٔ کرنش سختی می‌شوند. دوره‌ای که در آن با افزایش تنش، کرنش نیز بیشتر می‌شود. سپس سطح مقطع نمونه به دلیل جریان پلاستیکی شروع به کاهش می‌کند. هنگامی که سطح مقطع به شکل قابل‌توجهی کاهش پیدا کرد، نمودار تنش-کرنش به سمت پایین بازمی‌گردد. این پدیده به خاطر این است که تنش تئوری از روی سطح مقطع اولیه (قبل از کاهش سطح مقطع) محاسبه شده‌است. نقطهٔ بازگشت، همان نقطهٔ بیشینهٔ نمودار تنش-کرنش بوده و تنش تئوری متناسب با این نقطه نیز نشان دهندهٔ مقاومت نهایی کششی است که در شکل، با شمارهٔ ۱ نشان داده شده‌است.
- مقاومت کششی نهایی کاربردی در طراحی المان‌های ساکن شکل‌پذیر ندارد؛ زیرا عمل طراحی بر مبنای نقطهٔ تسلیم انجام می‌گیرد. با این حال، برای سهولت در انجام آزمایش، در کنترل کیفی مورد استفاده قرار می‌گیرد. همچنین برای تعیین نوع مادهٔ نمونه‌های نامشخص استفاده می‌شود.

### مصالح شکننده و تُرد
مصالح تردی همچون بتن و الیاف کربنی، در کرنش‌های کم دچار شکست می‌شوند. این مواد، حتی غالباً در ناحیهٔ رفتار الاستیک نیز منهدم می‌شوند و در نتیجه نقطهٔ تسلیمی برای‌شان تعریف نشده‌است. به علت پایین بودن کرنش، اختلاف ناچیزی بین تنش تئوری و تنش عملی وجود دارد. طبق مدول ویبول برای مواد شکننده، آزمایش‌های مختلف بر روی نمونه‌های یکسان، نتایج متفاوتی را برای تنش شکست خواهد داشت.
در طراحی اعضای شکننده، مقاومت کششی نهایی پارامتر متداولی است؛ زیرا نقطهٔ تسلیم برای این نوع از مصالح، تعریف نشده‌است.